# Drugi rząd Wiktora Janukowycza
Drugi rząd Wiktora Janukowicza – ukraiński rząd funkcjonujący od 4 sierpnia 2006 do grudnia 2007.
W wyniku wyborów parlamentarnych w 2006 znaczące zwycięstwo i 186 mandatów w 450-osobowej Radzie Najwyższej odniosła Partia Regionów (PR) byłego premiera Wiktora Janukowycza, który podjął się misji sformowania rządu, gdy na jego stronę przeszła Socjalistyczna Partia Ukrainy (SPU), łamiąc uzgodnienia „pomarańczowych”. Ostatecznie w skład rządu weszli jednak przedstawiciele PR, SPU i Komunistycznej Partii Ukrainy (KPU), ale i ministrowie z Bloku Nasza Ukraina (NU).
Koalicja wkrótce upadła, a Wiktor Janukowycz stopniowo doprowadził do odwołania „naszoukraińców”. Do rządu powołał natomiast przedstawicieli partii pozaparlamentarnych tworzących jego pierwszy rząd, które rozsypały się w 2005 (większość z nich wkrótce przystąpiła do Partii Regionów), a także lidera PPPU.

## Skład gabinetu
- Wiktor Janukowycz (PR) – premier
- Mykoła Azarow (PR) – pierwszy wicepremier i minister finansów
- Andrij Klujew (PR) – wicepremier
- Dmytro Tabacznyk (PR) – wicepremier
- Wołodymyr Rybak (PR) – wicepremier (do 21 marca 2007 także minister architektury i budownictwa)
- Jurij Bojko (PR) – minister paliwa i energetyki
- Wiktor Bałoha (NU) – minister ds. sytuacji nadzwyczajnych (do 5 października 2006)
- Wasyl Dżarty (PR) – minister ochrony naturalnego środowiska
- Anatolij Hołowko (KPU) – minister ds. mocy produkcyjnych
- Anatolij Hrycenko (bezp., zw. z NU) – minister obrony
- Ihor Lichowyj (bezp., zw. z NU) – minister kultury i sztuki (do 1 listopada 2006)
- Jurij Łucenko (SPU) – minister spraw wewnętrznych (do 1 grudnia 2006)
- Wołodymyr Makucha (bezp.) – minister gospodarki (do 21 marca 2007)
- Jurij Melnyk (bezp., zw. z KPU) – minister polityki agroprzemysłowej
- Stanisław Nikołajenko (SPU) – minister oświaty i nauki
- Mychajło Papijew (bezp., zw. z PR) – minister pracy i polityki socjalnej
- Jurij Pawlenko (NU) – minister ds. rodziny, młodzieży i sportu (do 29 listopada 2006)
- Jurij Poljaczenko (bezp., zw. z NU) – minister ochrony zdrowia (do 23 marca 2007)
- Mykoła Rudkowski (SPU) – minister transportu
- Borys Tarasiuk (NU) – minister spraw zagranicznych (do 29 stycznia 2007)
- Iwan Tkalenko (PR) – minister bez teki ds. kontaktów z Radą Najwyższą
- Anatolij Tołstouchow (PR) – minister bez teki, sekretarza rady ministrów
- Serhij Tułub (PR) – minister przemysłu węglowego
- Roman Zwarycz (NU) – minister sprawiedliwości (do 1 listopada 2006)

Późniejsi członkowie rządu
- Ołeksandr Kuźmuk (bezp., zw. z PR) – wicepremier (od 25 maja 2007)
- Wiktor Słauta (PR) – wicepremier (od 8 lutego 2007)
- Wołodymyr Radczenko (PR) – wicepremier (od 12 stycznia 2007 do 25 maja 2007)
- Jurij Bogucki (bezp., zw. z PR) – minister kultury i turystyki (od 1 listopada 2006)
- Wasyl Cuszko (SPU) – minister spraw wewnętrznych (od 1 grudnia 2006)
- Jurij Hajdajew – minister ochrony zdrowia (od 23 marca 2007)
- Arsenij Jaceniuk (bezp., zw. z NU) – minister spraw zagranicznych (od 21 marca 2007)
- Wołodymyr Jacuba (bezp., zw. z PR) – minister rozwoju regionalnego i budownictwa (od 21 marca 2007)
- Anatolij Kinach (PPPU) – minister gospodarki (od 21 marca 2007)
- Wiktor Korż (PR) – minister ds. rodziny, młodzieży i sportu (od 1 grudnia 2006)
- Ołeksandr Ławrynowicz (bezp., zw. z PR) – minister sprawiedliwości (od 1 listopada 2006)
- Ołeksandr Popow (bezp., zw. z PR) – minister gospodarki komunalnej (od 21 marca 2007)
- Nestor Szufrycz (bezp., zw. z PR) – minister ds. sytuacji nadzwyczajnych (od 12 grudnia 2006)